# مسدس صاعق

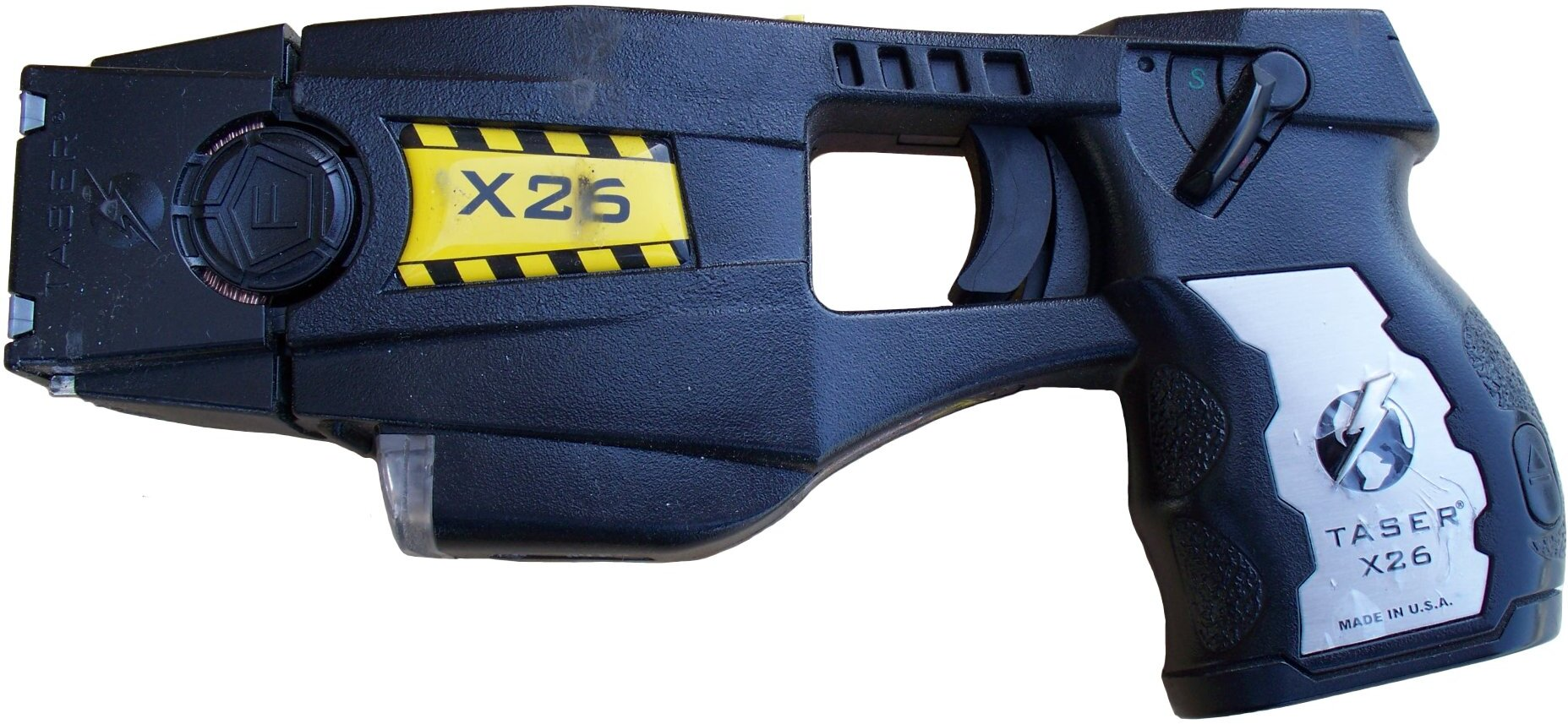
مسدس صاعق.

مسدس صاعق (بالإنجليزية:Taser) هو سلاح كهربائي صمم بالأساس لإيقاف حركة شخص ما من دون أن يتسبب ذلك في أضرار جسمية بالغة؛ ويستعمل أفراد الشرطة هذا السلاح في معظم الدول.

## آلية العمل
تستعمل هذه المسدسات خراطيش من نوع خاص حيث تتكون من سلكين بطول 30 قدما وكبسولة تحتوي على النيتروجين المضغوط، توضع هذه الخراطيش في مقدمة المسدس وعند إطلاقها تثقب كبسولة النيتروجين مولدة فرق كمون عال جدا. يعمل الضغط المتحرر من النيتروجين على دفع الأسلاك الكهربائية للأمام ويمكن أن يصل فرق الكمون المولد إلى 1000000 فولط 
و يقذف الصاعق قذيفتين واحدة لاسفل و الأخرى للأعلى لضمان إصابة الهدف، ولكن التيار الكهربائي يكون ضعيفا ما ينفي احتمال إصابة الشخص بأضرار جسمانية معتبرة، بالنسبة للدارة الكهربائية التي تضمن عمل المسدس فهي بسيطة للغاية: تعمل مجموعة من البطاريات على تشغيل محول كهربائي (transformer) والذي يعمل على رفع فرق الكمون ويطبقه بين نهاية السلكين ( اللذان يثبتان على جسم الشخص المستهدف).

## آثار إستخدامه على الإنسان
يفقد الشخص المستهدف بالمسدس التحكم في حركاته مؤقتا ويتواصل الجهاز العصبي مع الدماغ عبر إشارات كهربائية ضعيفة ( تعرف بالسيالة الكهربائية)، عندما يتعرض الشخص لإصابة من المسدس الصاعق فإنه يتلقى فرق كمون عالي يعمل على إرسال ألاف الإشارات الكهربائية إلى الدماغ، في البداية تترجم هذه الإشارات الكهربائية إلى ألام ولكن حالما يتشبع الدماغ بالإشارات الكهربائية العشوائية تحدث تقلصات وتشنجات لا إرادية للعضلات حيث يفقد الشخص مؤقتا السيطرة على حركة جسمه.